# داوود اولاد السيد
داوود أولاد السيد (مواليد 14 أبريل 1953) هو مخرج أفلام مغربي، عمل في مقتبل حياته في مجال التصوير الفوتوغرافي، ثم اتجه إلى إخراج الأفلام الوثائقية لاحقًا بعد التحاقه بورشة عمل في العاصمة الفرنسية باريس، ومن أفلامه عود الريح، طرفاية، في انتظار بازوليني، الجامع.

## روابط خارجية
- داوود اولاد السيد على موقع IMDb (الإنجليزية)
- داوود اولاد السيد على موقع ألو سيني (الفرنسية)
- داوود اولاد السيد على موقع قاعدة بيانات الفيلم (الإنجليزية)